# グルタチオンチオールエステラーゼ
グルタチオンチオールエステラーゼ(Glutathione thiolesterase、EC 3.1.2.7)は、以下の化学反応を触媒する酵素である。
S-アシルグルタチオン + 水{\displaystyle \rightleftharpoons }グルタチオン + カルボン酸
従って、基質はS-アシルグルタチオンと水の2つ、生成物はグルタチオンとカルボン酸の2つである。
この酵素は加水分解酵素に分類され、特にチオエステル結合に作用する。系統名は、S-アシルグルタチオンヒドロラーゼ(S-acylglutathione hydrolase)である。